# Rotmaskenlori
Der Rotmaskenlori (Parvipsitta pusilla, Syn.: Glossopsitta pusilla) auch Zwergmoschuslori ist ein in Australien beheimateter Papagei. Es ist eine sehr kleine Lori-Art, die früher zur Gattung der Moschusloris gezählt wurde. Es werden keine Unterarten unterschieden. Die Art ist nicht sehr häufig und ist in ihrem Verbreitungsgebiet regelmäßig die seltenste Lori-Art. Sie sind nomadisierende Vögel: Ihre Individuenzahl in den einzelnen Gebieten ihres Verbreitungsgebietes schwankt in Abhängigkeit von den Nahrungsressourcen im Verlauf des Jahres. Rotmaskenloris sind in Australien eine gesetzlich geschützte Art.
Rotmaskenloris sind Vögel der oberen Wipfelregion. Da sie auf Grund ihrer Gefiederfärbung und ihrer geringen Größe in freier Wildbahn schwierig zu beobachten sind, ist nur wenig über ihre Lebensweise bekannt. Sie kommen insbesondere während der Blütezeit der Eukalyptus-Bäume in größeren Schwärmen vor.

## Erscheinungsbild
Der Rotmaskenlori erreicht eine Körperlänge von 15 Zentimeter und ist damit der kleinste der Moschusloris. Er wiegt zwischen 30 und 53 Gramm.
Die Männchen haben ein grünes Federkleid; an der Körperoberseite ist es leuchtend grün, auf der Körperunterseite ist das Gelbgrün etwas heller und gelblicher. Auffällig ist die Gesichtsmaske des Rotmaskenloris. Die Stirn, die Zügel, die Kehle und die vorderen Wangenfedern sind leuchtend rot. Die hinteren Wangenfedern haben hellgrüne Schaftstriche. Nacken und Vorderrücken sind wie beim Moschuslori bronzefarben mit einem Stich ins Grüne. Die Unterflügeldecken sind gelbgrün. Der Schwanz ist grün und weist an der Basis rötliche Markierungen auf. Der Schnabel ist schwarz. Die Wachshaut und der nackte Augenring sind dunkelgrau. Die Iris ist orangegelb. Die Beine sind grünlich-grau.
Die Weibchen gleichen den Männchen sehr, bei ihnen ist das Rot am Kopf jedoch etwas weniger ausgedehnt und etwas blasser. Bei Jungvögeln ist das gesamte Gefieder etwas blasser als bei den Adulten. Die Farbe der Gesichtsmaske ist heller und spielt eher ins Orangerote. Augenring und Wachshaut sind blassgrau. Der Schnabel ist dunkelolivbraun, die Iris braun.
Der Flug der Rotmaskenloris ist schnell und gradlinig. Legen sie weite Strecken zurück, fliegen sie teils in großer Höhe. Der Kontaktlaut während des Fluges ist ein hochtoniger, rollender Kreischlaut. Während der Nahrungsaufnahme geben sie plappernde Laute von sich.

## Verbreitung und Lebensraum
Das Verbreitungsgebiet des Rotmaskenloris ist das östliche und südöstliche Australien. Der Lori kommt vom Norden Queenslands bis zum Südosten von South Wales vor. Sie kommen auf einer Reihe von küstennahen Inseln wie Magnetic Island, Curtis Island, K’gari und South Stradbroke Island vor. Möglicherweise gehört der Rotmaskenlori auch zur Avifauna Tasmaniens.
Der Rotmaskenlori meidet zwar die alpinen Lebensräume der Southern Highlands in New South Wales, findet sich aber ansonsten sowohl im Gebirge als auch im Tiefland. Man findet sie in allen Habitaten mit Baumbestand, da die Loris für ihre Nahrung auf blühende und Früchte tragende Bäume angewiesen sind. Rotmaskenloris halten sich auch häufiger im offenen Gelände auf, besonders dann, wenn sich in der Nähe Baumbestände entlang von Wasserläufen oder auf Farmland finden.

## Nahrung

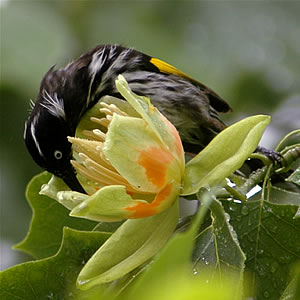
Rotmaskenloris verteidigen ihre Nahrungsbäume gegenüber anderen Vogelarten wie etwa dem hier abgebildeten Weißaugen-Honigfresser

Rotmaskenloris ernähren sich von Pollen, Nektar, Blüten, einheimischen sowie eingeführten Früchten und Beeren. Vermutlich fressen sie wie viele andere Lori-Arten auch Insekten und deren Larven. Eine hohe Bedeutung in der Ernährung der Rotmaskenloris haben Eukalyptusbäume. Bei einer Untersuchung in New South Wales hat man unter anderem festgestellt, dass sie ihre Nahrungsbäume gegenüber anderen Vogelarten, wie etwa den Weißaugen-Honigfressern, energisch verteidigen.

## Fortpflanzung
Rotmaskenloris sind Höhlenbrüter, die bevorzugt in Astlöchern oder Stammhöhlen von Eukalyptusbäumen brüten, die in der Nähe von Gewässern stehen. Die Fortpflanzungszeit fällt in den Zeitraum Juni bis Dezember. Das Gelege umfasst in der Regel zwei bis vier Eier. Gelege mit fünf Eiern kommen vor, sind aber selten. Die Eier sind rund und haben eine glänzende Oberfläche. Die Brutzeit beträgt etwa 23 Tage. Um den 53. Lebenstag herum sind die Jungvögel flügge und verlassen die Baumhöhle.

## Haltung in menschlicher Obhut
Rotmaskenloris werden außerhalb Australiens nur selten gehalten. Sie gelten aber als angenehme und friedfertige Volierenbewohner, die mit anderen Arten wie Prachtfinken, kleinen Taubenarten und Weichschnäblern vergesellschaftet werden können. Da sie sehr agile Vögel sind, müssen die Volieren hinreichend groß sein.

## Belege